# Vladimir Netsvetaïev
Vladimir Netsvetaïev, né en 1970 à Krasnoïarsk (Russie), est un grimpeur russe.

## Biographie
Après un accident grave, Vladimir Netsvetaïev participe à des compétitions d’handi-escalade ; il se place 3e à l’épreuve de difficulté dans sa catégorie au Rock Master Festival en 2012 et aux championnats du monde de 2016, à Paris.

## Palmarès

### Championnats du monde
- 2016 à Paris,  France
  -  Médaille de bronze en difficulté, catégorie RP2 (handisport)

- 1999 à Birmingham,  Royaume-Uni
  -  Médaille d'argent en vitesse
- 1995 à Genève,  Suisse
  -  Médaille de bronze en vitesse
- 1993 à Innsbruck,  Autriche
  -  Médaille d'or en vitesse